# Saimaluu Tash

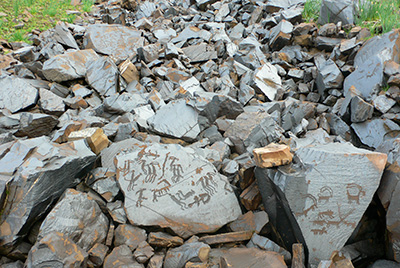
Petroglyphen in Saimaluu Tash

Saimaluu Tash (Ort der gemusterten Steine) ist eine archäologische Stätte mit Petroglyphen in Kirgisistan. Die Stätte wurde 2001 von Kirgisistan auf seine Vorschlagsliste für das UNESCO-Welterbe gesetzt.

## Lage
Die Stätte liegt in dem Ferghanagebirge, einem Gebirgszug des Tian Shan, in dem Oblus Dschalal-Abad etwa 80 km nordöstlich der Hauptstadt Dschalalabad und etwa 30 km südwestlich von Kasarman, dem Verwaltungssitz des Rajon Togus-Toro, auf einer Höhe von eta 3000 bis 3500 Metern. Die Stätte verteilt sich über zwei benachbarte Hochtäler, die durch einen niedrigen Höhenzug voneinander getrennt sind.

## Beschreibung
Bei den Petroglyphen in Saimaluu Tash handelt es sich nicht um Ritzungen in Felswände, sondern um hier zusammengetragene lose Steine mit eingeritzten Bildern. Es ist die größte Ansammlung einzelner Steine mit Petroglyphen weltweit. Etwa 10.000 Steine mit Bildern wurden identifiziert. Die ältesten Steine stammen aus dem dritten bis frühen zweiten Jahrtausend v. Chr., d. h. aus der Kupfersteinzeit und der Bronzezeit.
Die Steine stellen höchstwahrscheinlich Votivgaben dar, die aus den Tälern an diese heilige Stätte gebracht wurden. Unter den Bildern befinden sich Bilder von Wild- und Haustieren, Vögeln und Menschen, geometrische Symbole und Zeichen, Bilder von Gesichtern von Gottheiten sowie eine Reihe von Figuren, die nicht erklärt werden können.

## Tourismus
Wegen der hohen Lage des Gebiets liegen die Steine meist unter Schnee und können nur im Juli/August besucht werden. Es werden mehrtägige geführte Trekking-Touren von Kasarman aus angeboten, die nach einer Anfahrt mit dem Auto streckenweise zu Pferd und streckenweise zu Fuß durchgeführt werden.

## Welterbekandidatur
Kirgisistan ist der Welterbekonvention 1995 beigetreten. 2001 wurden die ersten sechs Stätten auf der Tentativliste Kirgisistans eingetragen, eine davon waren die Saimaluu-Tash-Petroglyphen.
Zur Begründung der herausragenden universellen Bedeutung wird angeführt:

„Saimaluu Tash ist insofern bemerkenswert, als es von der Bevölkerung von Tian-Shan und Pre-Ferghana vom dritten Jahrtausend v. Chr. bis ins Mittelalter und sogar bis heute als heiliger Ort genutzt wurde. Es ist somit eine reiche Quelle des Wissens über das Alltagsleben, die Mentalität, die Geschichte und Kultur der alten Stämme von Jägern, Viehzüchtern und ersten Bauern in Zentralasien, über die Entwicklung ihrer spirituellen Kultur, ihres religiösen Glaubens und ihrer Verehrung von Bergen, Natur, Totems und solar-kosmischen Bildern.“